# Силвија Стојановска
Силвија Стојановска (рођена 1960. у Скопљу) македонска је позоришна, филмска и телевизијска глумица. Ћерка је глумца Аце Јовановског и супруга Ненада Стојановског.

## Биографија
Године 1982. дипломирала је на Факултету драмских уметности у Скопљу, а следеће године се запослила у Драмском позоришту Скопље.
Најпознатија је по улогама у филмовима: Комичари, Напуштање Паскелије, Пре кише, Треће доба и Како сам убио свеца.

## Награде
- Награда Покрајинског одбора Савеза социјалистичке омладине Војводине за најбољег младог глумца Стеријног позориђта 1984. године за улогу Кристине у представи „Дупло дно“ Г. Стефановски
- Специјална награда за младог глумца на Позоришним играма „Војдан Чернодрински” – За улогу Наташе у представи „Карамазови” Д. Јовановић.[1]

## Филмографија
| Година    | Филм                                   | Улога          |
| 1981      | Црвени коњ ТВ-филм                     | Јана           |
| 1982      | Време у авиону ТВ-филм                 |                |
| 1982      | Илинден ТВ-серија                      | Стојанка       |
| 1982      | Јужна стаза ТВ-филм                    |                |
| 1983      | Премијера ТВ-филм                      |                |
| 1983      | Када стриц Клемент лута градом ТВ-филм | Калина         |
| 1984      | Комичари ТВ-серија                     | Наивката       |
| 1987      | Треће доба ТВ-серија                   |                |
| 1987      | Животни догађаји ТВ-серија             |                |
| 1988      | Македонски народни приказни ТВ-серија  |                |
| 1989      | Тврдокорни ТВ-серија                   |                |
| 1990      | Чук Чук Стојанче ТВ-серија             |                |
| 1990      | До-Ре-Ми ТВ-серија                     |                |
| 1991      | Поштар ТВ-филм                         | Катерина       |
| 1992      | Време, живот ТВ-филм                   |                |
| 1992      | Полазак из Пасквелије ТВ-филм          | Василка        |
| 1993      | Грех или шприц ТВ-филм                 | Цвета          |
| 1993      | Еурека ТВ-серија                       |                |
| 1994      | Пре кише ТВ-филм                       |                |
| 1999      | Време, живот ТВ-филм                   |                |
| 2000-2001 | Погрешно време ТВ-серија               | Милка          |
| 2001      | Освета ТВ-филм                         | Зухре          |
| 2002      | Заведени ТВ-серија                     |                |
| 2004      | Како сам убио свеца ТВ-филм            | Стојна         |
| 2007      | Превртено ТВ-филм                      | Мајка на Павел |
| 2011      | Епизода ТВ-филм                        | Ана Михаела    |
| 2016      | Ослобођење Скопља ТВ-филм              | Ленче          |
| 2016      | Рођендан ТВ-филм                       | Невена         |
| 2016      | Црвена соба ТВ-филм                    | Силвија        |
| 2017      | Инсајдер ТВ-серија                     | Кристина       |
| 2017-2019 | Фамилија Марковски ТВ-серија           | Лиле Марковска |
| 2019      | Последна слика ТВ-филм                 | Трена          |